# Newfoundland i Labrador
Newfoundland i Labrador je kanadska pokrajina. Pokrajina se nalazi na krajnjem istoku države. Ime pokrajine dolazi od engleskog izraza "new found land," što prevedeno na Hrvatski znači novopronađena zemlja. Newfoundland se sastoji od istoimenog otoka i dijela poluotoka Labrador. Ukupna površina provincije iznosi 405.212 km². Newfoundland i Labrador ima 509.667 stanovnika. Glavni grad provincije je St. John's.

## Geografija i klima
Newfoundland je otok u sjeverozapadnom dijelu Atlantskog oceana. Smješten je neposredno uz obalu sjevernoameričkog kontinenta.
Dio poluotoka Labrador također se smatra dijelom pokrajine. Veći dio ovog poluotoka pripada provinciji Quebec. Iako je ukupna površina pokrajine 405.212 km², površina tla (bez površine mora i jezera) iznosi 373.872 km². Broj stanovnika pokrajine je 510.272 stanovnika. Gustoća naseljenosti iznosi oko 1.36 stanovnika po km². 
Klima Newfoundland varira od snježno-šumske u sjevernim dijelovima otoka i na Labradoru do oštre kontinentalne na jugu otoka, gdje živi velika većina stanovništva. Ovdje su zime duge i hladne, a ljeta kratka i hladnija nego inače u umjerenom klimatskom pojasu.

## Povijest
Vikinzi su bili prvi koji su stigli na obale Newfoundlanda u 11. stoljeću. Po dolasku u ova područja Vikinzi su ovdje zatekli Beotuk i Mikmak indijance. Na mjestu L'Anse aux Meadows nalazi se arheološko nalazište pod zaštitom UNESCO-a. Smatra se da su na tome mjestu Vikinzi vođeni Leifom Erikssonom pokušali osnovati naselje. Pokušaj je zbog velike udaljenosti Newfoundlanda od Europe, oštre i duge zime, neplodne zemlje te stalnih napada Indijanaca vrlo brzo propao. John Cabot je skoro pet stotina godina kasnije bio sljedeći Europljanin nakon Leifa Erikssona koji je stigao do obala Sjeverne Amerike i Newfoundland. On se je sa svojom posadom iskrcao blizu današnjeg mjesta Bonavista 24. lipnja 1497. godine. Godine 1583. H. Gilbert je proglasio Newfoundland kolonijom Ujedinjenog kraljevstva. To je bila prva britanska kolonija u Sjevernoj Americi. Krajem 17. stoljeća Newfoundland je bio u opasnosti da prijeđe u posjed francuske krune. Iako je bio izložen velikim napadima uspio se obraniti. Od tada pa sve do početka dvadesetog stoljeća Njewfoundland je kolonija Velike Britanije i nema nikakve direktne političke veze s Kanadom. Godine 1907. Newfoundland, istovremeno s Novim Zelandom, dobiva status dominiona. Međutim, uglavnom zbog financijskih poteškoća, Newfoundland se odriče tog statusa 1934. godine i ponovo prelazi pod direktnu upravu Ujedinjenog Kraljevstva. Nakon Drugog svjetskog rata dolazi do raspisivanja referenduma o budućnosti Newfoundland. Nakon dva referenduma u istoj godini izglasano je priključenje Kanadi. Newfoundland je bio posljednja od deset provincija koje su se pridružile Kanadi. To se dogodilo 1949. godine.

## Stanovništvo
Stanovništvo Newfoundland je oko 90% britanskog ili irskog porijekla. Manji broj stanovnika je francuskog ili indijanskog porijekla. Većina stanovnika Newfoundlanda (preko 90%) su kršćani katoličke, anglikanske ili neke od protestantskih vjeroispovijesti. Stanovnici ovog otoka imaju izrazito izražen osjećaj privrženosti svojoj provinciji. Na otoku postoje i posebna narječja engleskog, galskog i francuskog jezika tako da je osjećaj pripadnosti Newfoundlanda kod ovih stanovnika gotovo istovjetan nacionalnom osjećaju, što je, izuzme li se frankofoni Kvebek, jedinstven slučaj u Kanadi. Broj stanovnika je bio najveći početkom osamdesetih godina dvadesetog stoljeća. Od početka pa do sredine osamdesetih broj stanovnika provincije bio je u stagnaciji, a od sredine osamdesetih pa nadalje broj je u stalnom opadanju. Taj fenomen je posljedica velikog iseljavanja mladih stanovnika otoka zbog velike nezaposlenosti na području provincije.

### Indijanci, Eskimi i Metisi
Uz Indijance u ovoj provinciji ima i više eksimskih i metiskih zajednica. Indijanci su organizirani u 3 zajednice: Miawpukek Indijanci na rezervatu Samiajij Miawpukek, koji pripaaju u [Micmac]e; Mushuau Innu First Nation na rezervatu Natuashish 2, pripaaju u Naskape;i Sheshatshiu Innu First Nation s rezervata Sheshatshiu 3.
- Zajednice Metisa su:  Cartwright, Charlottetown, Division No. 10, Newfoundland and Labrador (Subdivision B), Mary's Harbour, Port Hope Simpson, St. Lewis,
- Eskimi:  Happy Valley-Goose Bay, Hopedale, Makkovik, Nain (ured), Postville, Rigolet

## Gospodarstvo
Gospodarstvo Newfoundlanda je jedan od najslabije razvijenih u Kanadi. U prošlosti se uglavnom oslanjao na ribarstvo. Početkom devedesetih su zbog prevelikog višestoljetnog ribolova i gotovo nestanka svih glavnih komercijalnih vrsta ribe zatvorene i posljednje tvornice za preradu i konzerviranje ribe i zabranjen je ili ograničen daljnji komercijalni ribolov.
Ovo je uveliko doprinijelo velikoj nezaposlenosti u provinciji pošto je ribarstvo bila glavna grana privrede ove provincije.
Od tada pa sve do danas Njufandled ima najveću emigraciju od svih kanadskih provincija, broj stanovnika je u stalnom opadanju, BDP po glavi stanovnika je ovdje najmanji u cijeloj Kanadi, a porezi su veći nego u drugim pokrajinama.
Situaciju je donekle ublažio pronalazak naftnog polja u Atlantiku nedaleko od provincije, tako da određen broj lokalnog stanovništva danas opskrbljuje naftnu platformu "Hibernia". 
Najveći broj mladih stanovnika Newfoundlanda, koji uglavnom ne mogu naći posao u St.John'su (glavni i jedini grad u provinciji s više od sto tisuća stanovnika), odlaze u druge dijelove Kanade u potrazi za poslom. Newfoundland je izvoznik električne energije. Na području Labradora nalazi se velika hidroelektrana Churchillovi vodopadi (eng. Churchill Falls) iz koje se proizvedena električna energija kroz Quebec šalje dalje kupcu Sjedinjenim državama. Na području Labradora nalaze se i veliki rudnici nikla.

## Vanjske poveznice
- Službena web stranica